# Svartasjön (Älvsereds socken, Västergötland)
Svartasjön är en sjö i Falkenbergs kommun (med utlopp i Svenljunga kommun) i Västergötland och ingår i Ätrans huvudavrinningsområde.